# شرکت ملی گاز ایران
شرکت ملی گاز ایران، شرکت دولتی توزیع گاز ایرانی است، که در زمینه پالایش، انتقال و توزیع گاز طبیعی فعالیت می‌کند و یکی از ۴ شرکت زیرمجموعه وزارت نفت محسوب می‌شود. این شرکت در سال ۱۳۴۴ توسط شرکت ملی نفت ایران و با سرمایه اولیه ۲۵ میلیارد ریال تاسیس شد.
مالک این شرکت دولت ایران است و با وجود داشتن پیشوند ملی، هیچ‌گاه همه یا حتی بخشی از سهام شرکت ملی گاز و ۳ شرکت دیگر تابعه وزارت نفت ایران، به‌شکل سهام عدالت یا عرضه اولیه در بورس، در اختیار مردم ایران قرار نگرفته‌است.

## تاریخچه
شرکت ملی گاز ایران در سال ۱۳۴۳ توسط شرکت ملی نفت ایران تاسیس شد. هم‌اکنون شرکت ملی گاز ایران یکی از ده شرکت بزرگ فعال در زمینه گاز در خاورمیانه و یکی از چهار شرکت اصلی وزارت نفت با پیشینه بیش از ۵۰ سال است که وظیفه تأمین بیش از ۷۵ درصد از سوخت مورد نیاز کشور ایران را برعهده دارد. اکنون شرکت ملی گاز ایران دارای بیش از ۱۸۰۰۰ نیروی شاغل رسمی بوده و اندکی بیش از این شمار نیروهای غیررسمی در خدمت آن می‌باشند.

## میزان تولید
پس از راه‌اندازی فاز ۱۲ پارس جنوبی توسط شرکت ملی نفت ایران، سپس واگذاری تأسیسات در قالب پالایشگاه هفتم مجتمع گازی پارس جنوبی، تولید گاز شرکت ملی گاز ایران، به روزانه ۷۷۰ میلیون متر مکعب در روز افزایش یافت.

## شرکت‌های زیرمجموعه
- شرکت انتقال گاز ایران
- شرکت مهندسی و توسعه گاز ایران
- شرکت صادرات گاز ایران
- شرکت ذخیره سازی گاز ایران
- شرکت گاز استان خراسان رضوی
- شرکت گاز استان کرمان
- شرکت گاز استان فارس
- شرکت گاز استان اصفهان
- شرکت گاز استان خوزستان
- شرکت گاز استان گیلان